# Eleccions legislatives malteses de 1971
Les Eleccions legislatives malteses de 1971 es van celebrar el 14 de juny de 1971. Va guanyar el Partit Laborista i el seu cap Dom Mintoff fou nomenat primer ministre.

## Resultats
Resum dels resultats electorals de 14 de juny de 1971 a la Cambra de Diputats de Malta
|                                                                                         | Partit Nacionalista Partit Nazzjonalista | 80.753  | 48,1  | 27 | - |
|                                                                                         | Partit Laborista Partit Laburista        | 85.448  | 50,8  | 28 | - |
|                                                                                         | Total (participació 94,4%)               | 168.059 | 100.0 | 55 |   |
| Font: «Malta Elections». Arxivat de l'original el 2005-12-31. [Consulta: 15 juny 2009]. |                                          |         |       |    |   |